# Lagerstroemia suprareticulata
Lagerstroemia suprareticulata là một loài thực vật có hoa trong họ Lythraceae. Loài này được S.K. Lee & L.F. Lau mô tả khoa học đầu tiên năm 1982.